# Battles in the North
Battles in the North (с англ. — «Бои на севере») — третий студийный альбом норвежской блэк-метал-группы Immortal, вышедший в 1995 году.

## Об альбоме
Battles in the North подхватывает стиль предыдущего альбома Pure Holocaust, с экстремальной скоростью и текстами о холоде и зимних пейзажах. Как и Pure Holocaust, этот альбом считается классикой блэк-метала. Также это первый альбом, лирика которого фокусируется на вымышленном королевстве Blashyrkh, концепция которого продолжается на всех последующих альбомах.
Альбом был выпущен в нескольких форматах, включая стандартный CD, ограниченный тираж в диджипэке, ограниченный тираж в диджипэке с рельефным логотипом группы и названием альбома, кассетное издание, jewel case со скользящей обложкой (slip cover), вложенным постером и бонус-треками (тираж 3000 копий), и ограниченный тираж на LP, также выпущенный на Osmose Productions (переиздан в 2005 году).
На песню «Grim and Frostbitten Kingdoms» был снят клип, в котором помимо членов группы представлен ударник Хеллхаммер.

## Список композиций
Все тексты написаны Demonaz, вся музыка написана Abbath/Demonaz.
| №                   | Название                             | Длительность |
| ------------------- | ------------------------------------ | ------------ |
| 1.                  | «Battles in the North»               | 4:11         |
| 2.                  | «Grim and Frostbitten Kingdoms»      | 2:47         |
| 3.                  | «Descent into Eminent Silence»       | 3:10         |
| 4.                  | «Throned by Blackstorms»             | 3:39         |
| 5.                  | «Moonrise Fields of Sorrow»          | 2:24         |
| 6.                  | «Cursed Realms of the Winterdemons»  | 3:59         |
| 7.                  | «At the Stormy Gates of Mist»        | 3:00         |
| 8.                  | «Through the Halls of Eternity»      | 3:35         |
| 9.                  | «Circling Above in Time Before Time» | 3:55         |
| 10.                 | «Blashyrkh (Mighty Ravendark)»       | 4:34         |
| Общая длительность: | Общая длительность:                  | 35:18        |

Постер из slip cover издания

Обложка и вложенный постер специального slip cover издания представляет собой картину маслом, нарисованную для Immortal нидерландским художником Jeroen van Valkenburg, в качестве бонус-треков на CD добавлены композиции с 7" EP 1991 года:
| №   | Название                          | Длительность |
| --- | --------------------------------- | ------------ |
| 11. | «Diabolical Fullmoon Mysticism»   | 0:42         |
| 12. | «Unholy Forces of Evil»           | 4:28         |
| 13. | «The Cold Winds of Funeral Frost» | 3:40         |

### Опечатки
На некоторых изданиях альбома, в том числе на slip cover издании и iTunes, трек-лист напечатан с ошибками как на обратной стороне обложки, так и в буклете. Порядок, в котором треки записаны на диске представлен выше, а трек-лист с ошибками следующий:
1. Battles in the North
2. At the Stormy Gates of Mist
3. Through the Halls of Eternity
4. Moonrise Fields of Sorrow
5. Cursed Realms of the Winterdemons
6. Throned by Blackstorms
7. Grim and Frostbitten Kingdoms
8. Descent into Eminent Silence
9. Circling above in Time before Time
10. Blashyrkh (Mighty Ravendark)

## Участники записи
- Demonaz Doom Occulta — гитара
- Abbath Doom Occulta — бас, ударные и вокал